# Wedderbergen
De Wedderbergen is een recreatiegebied nabij het dorp Wedde in provincie Groningen. Langs het gebied meandert de Westerwoldse Aa.
De Wedderbergen is een gebied met stuifduinen, ontstaan in de middeleeuwen door ontbossing en overbegrazing. Een nabijgelegen toponiem genaamd 'Loo' (hier zijn kogelpotscherven gevonden) was mogelijk het dorp (nu een wüstung) die deze verstuiving veroorzaakte. Dit dorp zou gezien de locatie op een rivierduin langs de Westerwoldse Aa mogelijk uit de vroege middeleeuwen kunnen stammen. Misschien is Lutjeloo de opvolger van Loo, maar deze plaats zou ook al kunnen bestaan op het moment dat Loo nog niet was verlaten en is er een relatie met Vriescheloo.
Bij opgravingen door Van Giffen tussen 1942 en 1943 werd een kringgreppel (kringgrepgraf of kringgrepurnenveld) met 147 urnen gevonden,  dat in gebruik was tussen ca. 650 v.Chr. en het begin van de jaartelling. Een boerderij ter plaatse werd hiernaar de 'Urnenhoeve' genoemd (in 2017 hernoemd tot Weddermeerhoeve).
Rond 1600 werd het gebied weer in cultuur gebracht. Al in de 19e eeuw werd het gebied voor recreatieve doeleinden gebruikt. Vanuit Winschoten was het toentertijd per tram naar Wedderveer te bereiken. In de 20e eeuw werd de recreatieve functie verder uitgebreid door de aanleg van een zwembad, een speeltuin, een kampeerterrein, en een paviljoen met terras.
Thans is het een grootschalig recreatieterrein van ongeveer 60 hectare met een bungalowpark, een camping en een recreatieplas in een beboste omgeving. In het recreatiegebied staat ook de poldermolen de Weddermarke.
Een onderdeel van het park is het Weddermeer. In de 18e eeuw bestond er een meerstal dat eveneens Weddermeer werd genoemd.
Ten zuidwesten van de Wedderbergen loopt het oude kerkepad naar Wedde. Direct ten zuiden van de recreatieplas van Wedderbergen ligt aan oostzijde van dit vroegere kerkepad de 'Jeudenkolke'; een kolk, die ontstaan is bij een dijkdoorbraak van de dijk rond de Westerwoldse Aa, mogelijk bij de Sint-Maartensvloed van 1686. De naam verwijst naar een volksverhaal over een Joodse inwoner van Wedde die als gevolg van op hol geslagen paarden met koets en al in de kolk reed en daar verdronk. Het Wedder hotel 'Buenos Aires' maakte begin 20e eeuw ansichtkaarten waarop de kolk stond aangeduid als het 'Meer van Genève'.

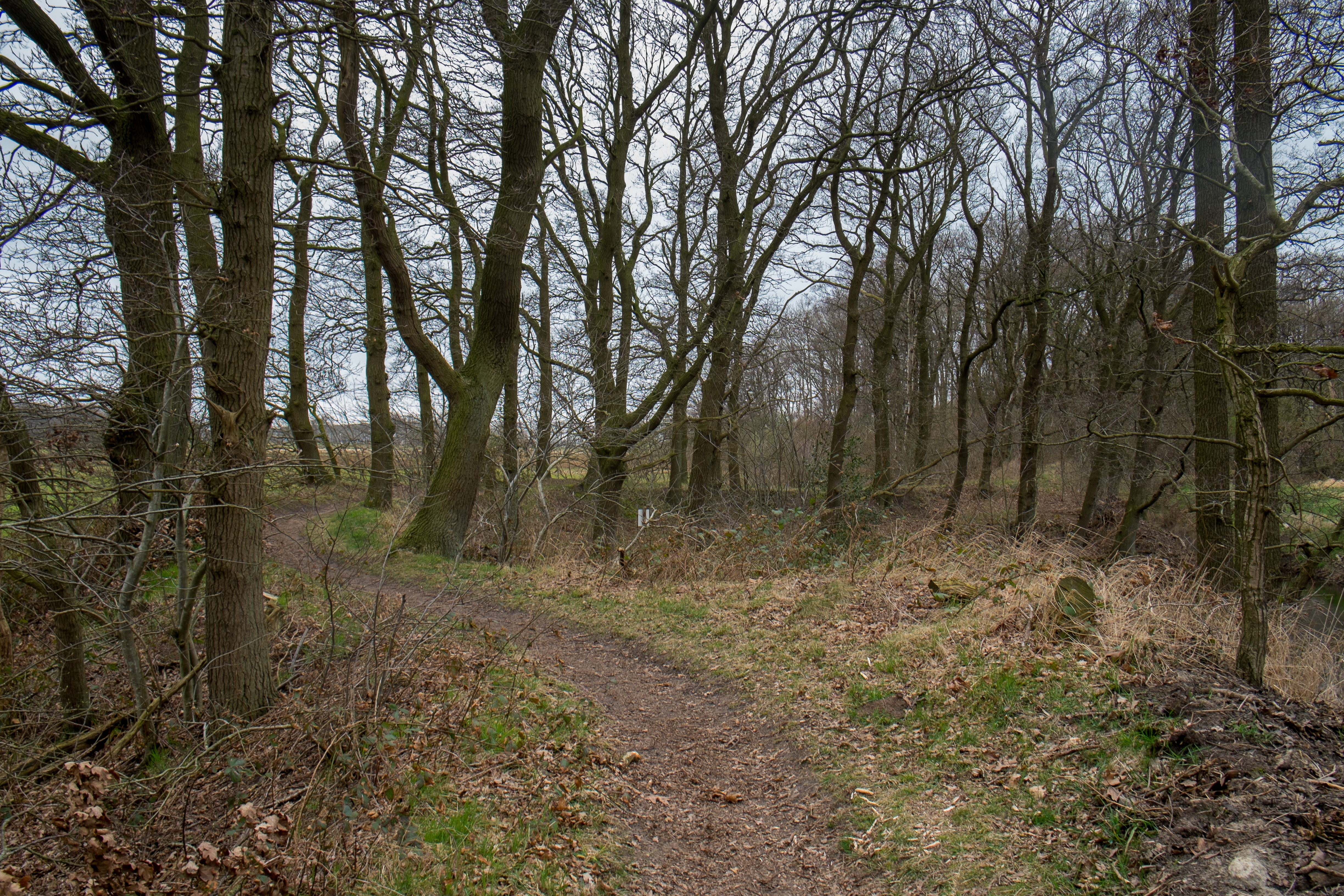
Kerkepad rond de kolk
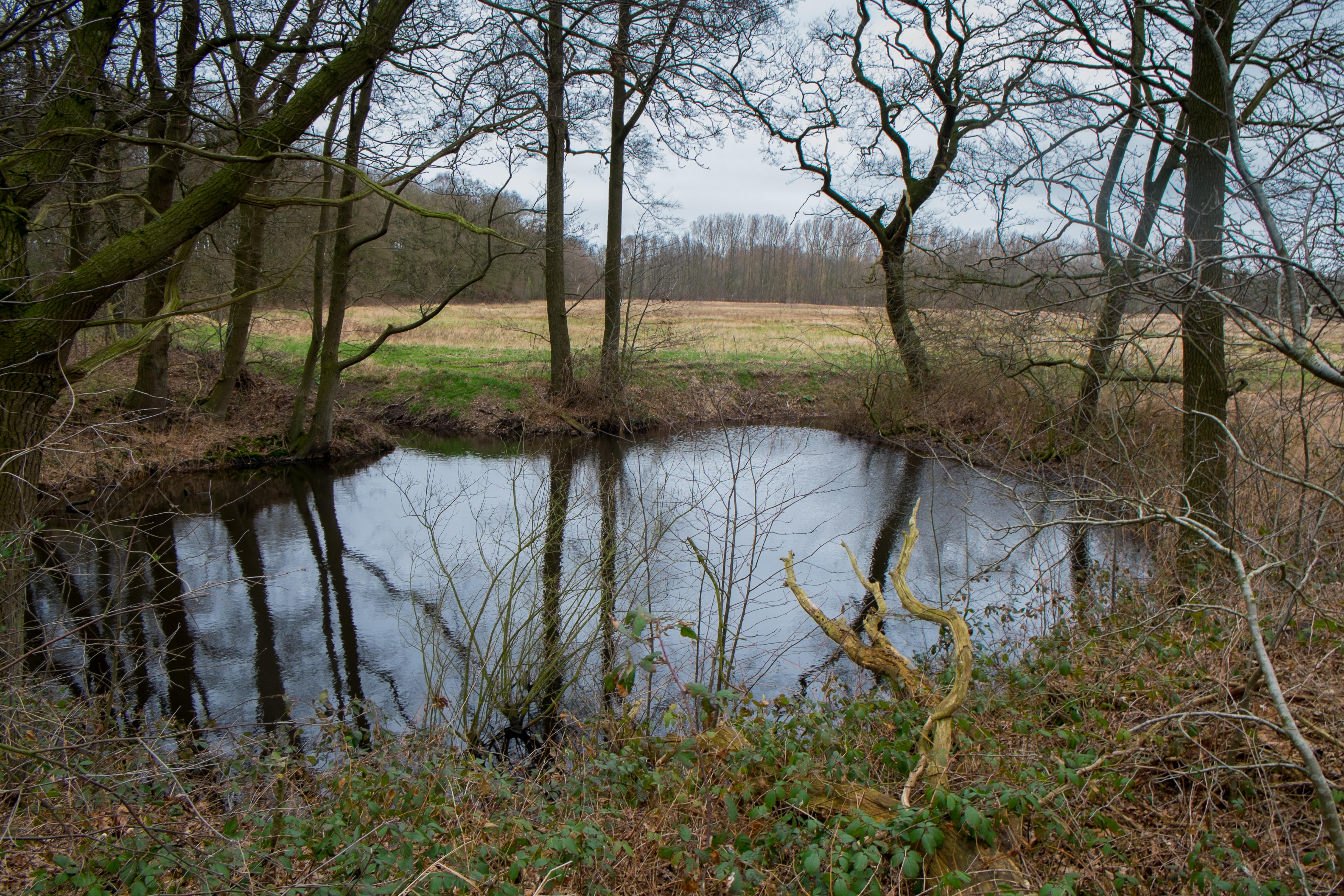
De Jeudenkolke

Dorpen: Barnflair · Bellingwolde · Blijham · Bourtange · Jipsingboertange · Oudeschans · Over de Dijk · Sellingen · Ter Apel · Ter Apelkanaal · Veelerveen · Vlagtwedde · Vriescheloo · Wedde · Wedderheide · Zandberg (deels)

Buurtschappen: Agodorp · Borgertange · Borgerveld · Bovenstreek · De Bouwte · De Bruil · De Bult · Den Ham · De Heemen · De Lethe · De Maten · De Oerde · De Straat (Engelkes) · Draaijerij · Ellersinghuizen · Hanetange · Harpel · Hoorn · Hoornderveen · Jipsingboermussel · Jipsinghuizen · Kielhuppen · Klein-Ulsda · Klontjebuurt · Koudehoek · Lammerweg · Laude · Lauderbeetse · Lauderzwarteveen · Laudermarke · Leemdobben · Lieskemeer · Loosterheide · Lutje Ham · Lutjeloo · Morige · Munnekemoer · Nienoordstreekje · Oosteinde · Overdiep · Pallert · Plaggenborg · Poldert · Renneborg · Rhederbrug · Rhederveld · Rijsdam · Roelage · 't Schot · Sellingerbeetse · Sellingerzwarteveen · Slegge · Stakenborg · Stobben · Ter Borg · Ter Haar · Ter Walslage · Ter Wisch · Tjabbesstreek · Veele · Veendijk · Veerste Veldhuis · Verbindingsweg · Vlagtwedder-Veldhuis · Vogelzang · Voorwold · Wedderbergen · Wedderveer · Weende · Weite · Wessingtange · Westeind · De Westert · Winschoterhogebrug (deels) · Winschoterzijl (deels) · Wollingboermarke · Wollinghuizen · Zuidveld · Zandstroom

Groningen: Steden en dorpen      Nederland: Provincies · Gemeenten